# Eusebi Daniel i Campalans
Eusebi Daniel i Campalans (Corbins, Segrià, ca. 1862 o 1865 - Barcelona, 1 de juliol de 1950) va ser un compositor, organista i professor de música català.

## Biografia
A 12 anys va oferir el seu primer concert públic. També va guanyar el primer premi de cant i orgue. Va ser autor d'obres per a orgue i música religiosa i profana, però mai va voler que les seues peces arribaren a editar-se per pròpia voluntat.
Va estudiar a Barcelona i a Brussel·les, on va anar gràcies a una beca de la Diputació de Barcelona, on fou professor d'orgue i contrapunt, càrrecs que després exercí a Barcelona al Conservatori Municipal i al Conservatori del Liceu, on fou també professor d'harmonia. Tingué per alumnes, entre d'altres, Joan Balcells i Garcia, Frederic Alfonso i Ferrer, Francesc Montserrat i Ayarbe Joan Suñé i Sintes i Carles Ferrer i Clavé.
Més tard es va traslladar a França, on va ocupar la plaça d'organista en el departament del Nord, compaginant-ho amb alguns concerts que va donar a Brussel·les, Itàlia i alguns llocs de Suïssa.
El seu nebot Enric Daniel i Ramona fou també músic compositor.